# NIC-66
La NIC-66  es una importante carretera nacional clasificada como colectora secundaria en Nicaragua. Esta vía comienza en el Oeste en la Carretera Panamericana Sur en el Departamento de Rivas y culmina en el Este en el Río Pizote, departamento de Rivas cerca de la frontera con Costa Rica.

## Extensión
Con una extensión de 37,52 millas (60,4 km), la NIC-66 juega un rol clave en la conectividad y transporte de la región.